# Via Paolo Fabbri 43
| Recensione     | Giudizio       |
| -------------- | -------------- |
| Piero Scaruffi |                |
| Ondarock       | Pietra miliare |

Via Paolo Fabbri 43 è il settimo album in studio di Francesco Guccini, pubblicato nel 1976. L'album è presente nella classifica dei cento migliori album italiani della rivista Rolling Stone alla posizione n. 29 mentre nella classifica degli album più venduti in Italia del 1976 occupa la sesta posizione.

## Descrizione
Il titolo dell'album, oltre a essere anche il titolo di una delle tracce, è l'indirizzo di quella che all'epoca era l'abitazione bolognese di Guccini. La via, che è situata nel rione Cirenaica di Bologna, dopo essere stata denominata via Tripoli agli inizi del XX secolo è stata intitolata all'antifascista e partigiano Paolo Fabbri nel secondo dopoguerra. Il cantautore ha trascorso parte del suo tempo nella casa bolognese anche dopo il suo ritiro, sebbene a partire dal 2012 abbia vissuto principalmente a Pàvana, presso Sambuca Pistoiese, nei posti in cui ha trascorso la sua fanciullezza.

## Tracce

### Lato A
Testi e musiche di Francesco Guccini.
1. Piccola storia ignobile – 6:55
2. Canzone di notte n. 2 – 4:59
3. L'avvelenata – 4:41

Durata totale: 16:35

### Lato B
Testi e musiche di Francesco Guccini.
1. Via Paolo Fabbri 43 – 8:15
2. Canzone quasi d'amore – 4:13
3. Il pensionato – 4:26

Durata totale: 16:54

## Brani

### Piccola storia ignobile
«Piccola storia ignobile è una canzone sull'aborto. Era tanto che ci pensavo, avevo timore di dire cose non giuste, e non ho inventato allora un tema ed una storia, ma ho messo assieme tante storie che mi hanno raccontato cercando di ricavarne una storia tipica, esemplare.»

### Canzone di notte n. 2
In questa canzone Guccini, nel "vestire una risata", si oppone a ogni forma di potere che scelga di imporsi con la violenza e il ricatto morale. Dalle parole dell'autore: «Una canzone notturna, cioè pensata di notte e che contiene, mi accorgo, molti miei tic notturni, come il vino e gli amici. Questo non è un luogo comune, ma un tipo di ambiente e di vita, e soprattutto una certa Bologna.»

### L'avvelenata

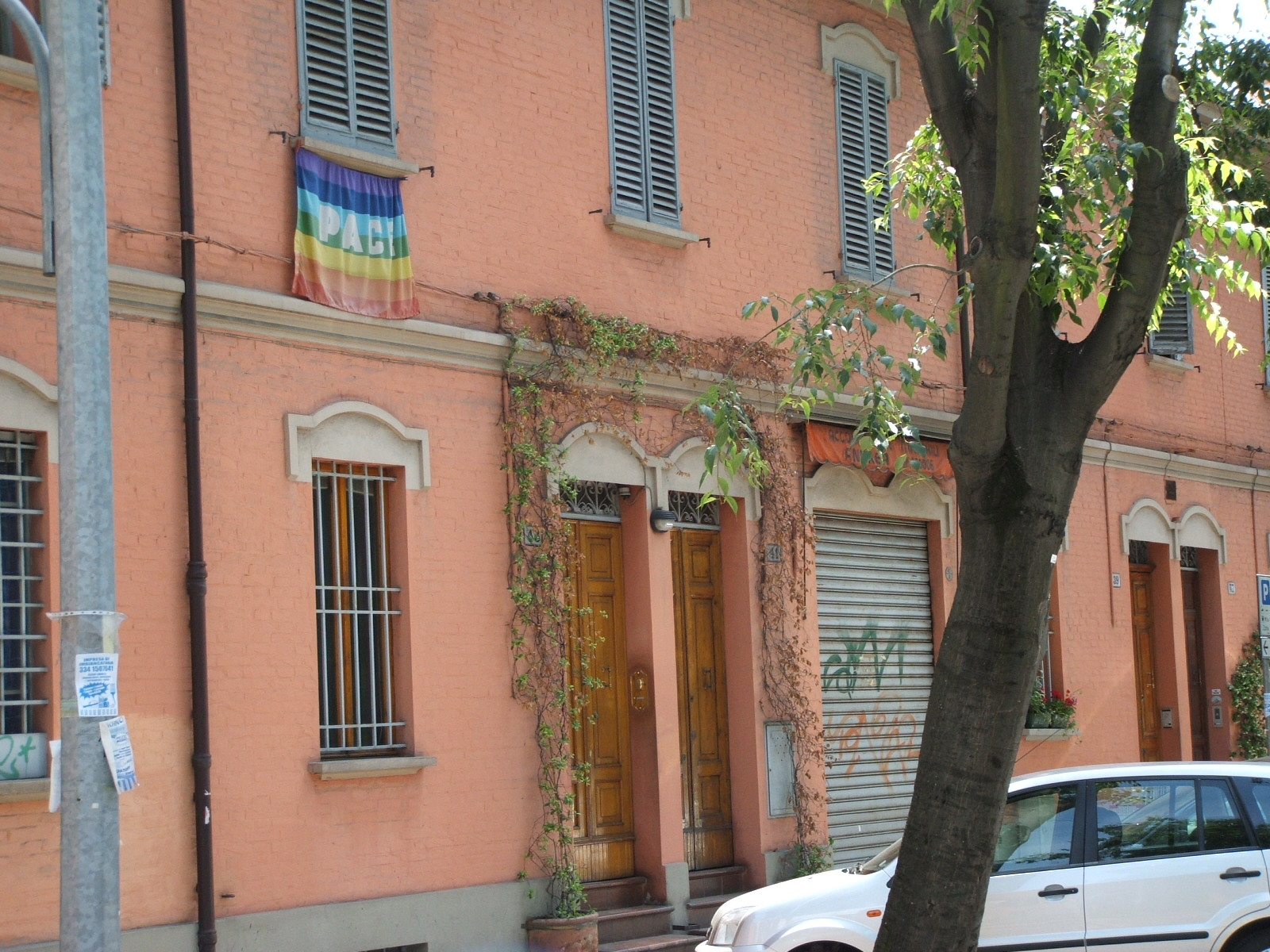
Via Paolo Fabbri 43, a Bologna

L'avvelenata è una delle canzoni più note di Guccini. Si tratta di uno sfogo del cantautore in seguito ad una stroncatura del suo album Stanze di vita quotidiana (1974) da parte del giovane critico Riccardo Bertoncelli, il quale accusò Guccini di aver scritto le canzoni dell'album forzatamente, e lo considerò "un artista finito". Guccini rispose con questa canzone, proponendola per la prima volta in un concerto. Bertoncelli venne a sapere della cosa e telefonò al cantautore, che si rivelò "sorpreso ma gentile". I due si incontrarono nella casa di Via Paolo Fabbri e Guccini suonò alla chitarra il brano. I due riuscirono a chiarirsi, e il cantautore si offrì di togliere il nome del critico dal testo, ma Bertoncelli rispose: "Ora che ci conosciamo, non ha più senso."

### Via Paolo Fabbri 43
È una canzone che mostra un Guccini in presa diretta, senza il filtro della memoria o del racconto di storie altrui, con un tono fortemente caustico e divertito. Sulla canzone dice: «un gioco, una risata, una presa in giro, una canzone piena di cose e di scherzi, e l'ironia è soprattutto su di me, sui miei "se fossi, se facessi" che a volte forse sono solo scuse per non essere e non fare. La canzone vuole essere un invito a essere di più e a fare di più.»

### Canzone quasi d'amore
Anche questa è per così dire un'invettiva: Guccini rivendica infatti nella canzone il diritto di non dover "cercare parole che non trovo", rivendica la scelta di non dover dire "cose vecchie con il vestito nuovo", non nasconde di saper raccontare solo "il vuoto che al solito ho di dentro". Nelle note di introduzione al disco afferma: «non è una canzone d'amore, è un cercare di prendere coscienza del fare una canzone, del come e perché si usano certi temi ricorrenti piuttosto che altri, del come e perché si usano certe parole invece che altre».

### Il pensionato
«Il pensionato è uno dei miei soliti ritratti di diversi, di emarginati perché ultimi residui di una cultura che sta scomparendo.» Il protagonista della canzone è un ex impiegato che si ritrova improvvisamente a dover gestire un tempo infinito, scandito solo da piccoli rituali quotidiani come la lettura del giornale al bar, il dare da mangiare ai piccioni e le brevi passeggiate nel quartiere. La solitudine è il tema centrale del brano, accentuata dal pensionamento del protagonista che ha reso ancora più vuote le sue giornate.
Il protagonista è Paolo Mignani, un ex-calzolaio, vicino di casa di Guccini.

## La critica al cantautorato italiano
Nella canzone Via Paolo Fabbri 43 è contenuta anche una frecciata polemica verso alcuni colleghi - in particolare Antonello Venditti, Francesco De Gregori e Fabrizio De André - attraverso la citazione del nome dei personaggi femminili di loro canzoni: Lilly (la piccola infelice), Alice e Marinella:
«La piccola infelice [Lilly] si è incontrata con Alice / ad un summit per il canto popolare. / Marinella non c'era, fa la vita in balera, / ed ha altro per la testa a cui pensare».
Molti anni dopo, quando De André era già scomparso, in un'intervista Guccini preciserà: «Quella su Fabrizio era una battuta amabile, e lui lo sapeva. Nulla di serio. Sulle altre due frecciatine, la cattiveria era, come dire, molto più sentita».
Ma non è l'unica attenzione che Guccini dedica nell'album ai suoi colleghi. Ne L'Avvelenata scrive:
«Colleghi cantautori, eletta schiera, / che si vende alla sera, per un po' di milioni, / voi che siete capaci, fate bene / a aver le tasche piene, e non solo i coglioni».
E poi, nel 2000, replicherà in Addio:
«Io, non artista, solo piccolo baccelliere, / perché, per colpa d'altri, vada come vada, / a volte mi vergogno di fare il mio mestiere».

## Formazione
- Francesco Guccini – voce, chitarra acustica
- Deborah Kooperman – chitarra, banjo
- Massimo Luca – chitarra classica
- Giorgio Massini – chitarra elettrica, flauto dolce, dulcimer
- Maurizio Preti – percussioni
- Ares Tavolazzi – basso, contrabbasso
- Ellade Bandini – batteria
- Vince Tempera – tastiera
- Maurizio Vandelli – chitarra, tastiera
- Riccardo Grigolo – armonica
- Alfredo Mancini – armonica

## Cover
Nel 2006 i Folkabbestia hanno realizzato una reinterpretazione di L'avvelenata nel loro album 25-60-38. Breve saggio sulla canzone italiana.
Nel 2009 Luca Carboni ha realizzato una reinterpretazione di L'avvelenata nel suo album Musiche ribelli.
Nel 2019 e nel 2020 sono stati pubblicati gli album Note di viaggio - Capitolo 1: venite avanti... e Note di viaggio - Capitolo 2: non vi succederà niente nei quali sono state raccolte numerose cover di alcune delle più celebri canzoni di Guccini, tra cui Canzone quasi d'amore, interpretata da Malika Ayane, L'avvelenata, interpretata da Manuel Agnelli e Mauro Pagani, Canzone di notte N.2, interpretata da Petra Magoni.